# Металогенічне районування Середнього Побужжя
Металогенічне районування Середнього Побужжя
Підставою для металогенічного районування є схема структурно-тектонічного районування, виявлені закономірності розміщення корисних копалин, геологічна будова та положення площі робіт у металогенічному районуванні території України. Спостерігається стик двох регіональних металогенічних таксонів УЩ: Кіровоградської та Дністровсько-Бузької субпровінцій, границю між якими проведено по західному флангу Первомайської зони глибинного розлому.
Складовою частиною Дністровсько-Бузької субпровінції є Білоцерківська (I) та Голованівська (II) структурно-металогенічні зони (СМЗ), яким відповідають певні підзони Одесько-Білоцерківської структурно-формаційної зони (див. тектонічну схему). Білоцерківська СМЗ охоплює крайню західну та північно-західну частини території аркушу. Голованівська СМЗ практично повністю займає площу робіт і межує на сході зі Звенигородсько-Аннівською СМЗ (III), яка є складовою частиною Кіровоградської субпровінції.
Металогенічний обрис території визначається головним чином спеціалізацією Голованівської СМЗ, яка характеризується надзвичайно складною геологічною будовою. В її межах виділено декілька підзон (див. схему тектонічного районування), кожна з яких має своє певне металогенічне навантаження. В цілому металогенічні риси Голованівської СМЗ визначаються наявністю родовищ та рудопроявів хромітових, залізних, золотих та графітових руд, час формування яких припадає на неоархейську та палеопротерозойську епохи, а також родовищ силікатних кобальт-нікелевих руд у мезозойських корах вивітрювання ультрабазитів.
Звенигородсько-Аннівська СМЗ має уран-золото-рідкіснометальну спеціалізацію. Білоцерківська СМЗ в межах площі аркушу характеризується наявністю рудопроявів залізистих кварцитів серед вулканогенно-осадових формацій, рідкісних земель у корах вивітрювання, залізо-марганцевих покладів у корі вивітрювання карбонатних порід, золотої мінералізації в тектоно-метасоматичних зонах та графітових руд у гнейсах та їх корах вивітрювання.
В залежності від приуроченості тих чи інших рудних об'єктів з певним промисловим типом зруденіння до конкретних структур і комплексів у межах зазначених структурно-металогенічних зон виділяються рудні райони, зони, вузли та поля. Закономірності розміщення рудної мінералізації подаються при характеристиці окремих видів корисних копалин, але слід зазначити, що загальною та характерною особливістю розміщення рудопроявів на щитах, що наголошували деякі дослідники, є сукупність літологічних та структурних факторів, насамперед, розривних порушень глибинного закладення. Не є виключенням і площа, яка вивчається. Мова йде про астеносферний лінеамент «Г», виділений Соллогубом В. Б. як зона перепаду у потужності літосфери. Проєкція цього лінеаменту на поверхню докембрійського зрізу трасується у вигляді зони розломів північно-східного простягання, які розтинають площу аркушу майже по діагоналі. Ця зона відіграє провідну роль у контролі розміщення рудних об'єктів незважаючи на їх приуроченість до різних металогенічних таксонів (структурно-формаційних підзон). На ділянках перетинання розломів північно-східного простягання (в межах проєкції лінеаменту «Г») з глибинними зонами розломів північно-західного та субмеридіонального напрямку — Тальнівською, Тарнуватською, Капітанівською, Врадієвською та іншими, спостерігається скупченість родовищ і рудопроявів, а також прямих пошукових ознак, які об'єднуються у відомі рудні поля та площі, перспективні для подальшого вивчення. Серед останніх, на наш погляд, вигідно відрізняється ділянка, просторово приурочена до вузла перетинання астеносферного лінеаменту з Первомайською зоною розломів (Добрянківська площа), яка є перспективною на виявлення золоторудної та рідкіснометалевої мінералізації. Враховуючи наявність Журавлинсько-Ятранської зони шар'яжних насувів, яка є чудовою екрануючою поверхнею для рудоносних розчинів, перспективність зазначеної ділянки зростає.
В цілому на площі аркушу в кристалічному фундаменті встановлено 199 родовищ та проявів корисних копалин, які за своїм генетичним типом відносяться, головним чином, до залишкової (кори вивітрювання), метаморфогенної, магматичної, гідротермально метасоматичної, іноді до скарнової та пегматитової груп. Серед корисних копалин найважливішими для економіки регіону зокрема та країни в цілому є родовища силікатних кобальт нікелевих, хромітових та графітових руд, і в меншій мірі родовища та прояви заліза, марганцю, золота та будівельних матеріалів. З відкладами платформного чохла в межах аркушу пов'язано 37 родовищ і проявів. Це переважно будівельні матеріали, головними серед яких є родовища глин та суглинків для цегляно-черепичної сировини, що мають місцеве значення. Характеристика рудовмісних фацій та закономірності розміщення в породах осадового чохла надається нижче при розгляді окремих видів корисних копалин.